# ماداوا
ماداوا (بالفرنسية: Madaoua)‏ هي بلدية في النيجر، تقع في مدو، وهي عاصمتها، بلغ عدد سكانها 114,603 نسمة.